# Nacionalno prvenstvo ZDA 1964
Nacionalno prvenstvo ZDA 1964 v tenisu.

## Moški posamično
Roy Emerson :  Fred Stolle  6-4 6-2 6-4

## Ženske posamično
Maria Bueno :  Carole Caldwell Graebner  6-1, 6-0

## Moške dvojice
Chuck McKinley /  Dennis Ralston :   Graham Stilwell /  Mike Sangster 6–3, 6–2, 6–4

## Ženske dvojice
Carole Caldwell Graebner /  Nancy Richey :  Margaret Smith /  Lesley Turner 3–6, 6–2, 6–4

## Mešane dvojice
Margaret Smith /  John Newcombe :  Judy Tegart /  Ed Rubinoff 10–6, 4–6, 6–3